# Kerntemperatur
Die Kerntemperatur ist die Temperatur, die in der Mitte eines Lebensmittels bzw. Bratguts herrscht. Sie ist eine wichtige Messgröße zur Bestimmung, ob der Vorgang der Kühlung, Tiefkühlung oder des Garens abgeschlossen ist. Für die Messung der Kerntemperatur beim Braten oder Niedrigtemperaturgaren wird typischerweise ein Bratenthermometer verwendet.
Indem man die Temperatur an dem Punkt misst, der am weitesten von der Oberfläche entfernt liegt, kann sichergestellt werden, dass das gesamte Lebensmittel mindestens die Temperatur im Kern erreicht hat (siehe auch Wärmediffusion). Bei (tief-)gekühlten Produkten kann durch Messung der Kerntemperatur kontrolliert werden, ob die Kühlkette eingehalten wurde, d. h. das Innere des Lebensmittels noch gefroren ist bzw. unter der nötigen Temperatur liegt.